# Студеничани (община)
Студеничани (на албански: Komuna e Studeniçanit; на македонска литературна норма: Општина Студеничани) е община, разположена в северната част на Северна Македония със седалище едноименното село Студеничани.
Общината обхваща 19 села в областта Торбешия между планините Водно, Сува и Китка по течението на Маркова река и по течението на Кадина река на площ от 276,16 km2. Населението на общината е 17 246 (2002), предимно албанци и турци, с гъстота от 62,45 жители на km2.

## Структура на населението
Според преброяването от 2002 година община Студеничани има 17 246 жители.
| Етническа принадлежност | Процент |
| северномакедонци        | 1,79%   |
| албанци                 | 68,38%  |
| турци                   | 19,05%  |
| роми                    | 0,42%   |
| власи                   | 0,00%   |
| сърби                   | 0,08%   |
| бошняци                 | 9,64%   |
| други                   | 0,64%   |